# Denemarken op het Eurovisiedansfestival
Denemarken deed in 2007 en 2008 mee aan het Eurovisiedansfestival.
In 2007 stuurde Denemarken Mette Skou Elkjær en David Jørgensen naar het festival. Met de rumba en showdance haalden ze een 9de plaats.
Ook in 2008 deed Denemarken mee, dit keer met Patrick Spiegelberg en Katja Svensson. Zij dansten de samba, de tango, paso doble en jazz dance. Deze keer behaalde Denemarken de 6de plaats.
Sinds 2009 wordt het festival niet meer gehouden.

## Lijst van Deense deelnames
| Jaar | Artiest                               | Stijl                                  | Plaats | Punten |
| ---- | ------------------------------------- | -------------------------------------- | ------ | ------ |
| 2007 | Mette Skou Elkjær en David Jørgensen  | rumba en showdance                     | 9      | 38     |
| 2008 | Patrick Spiegelberg en Katja Svensson | samba, tango, paso doble en jazz dance | 6      | 102    |

2007 · 2008 
Zie ook: Eurovisiesongfestival · Junior Eurovisiesongfestival · Eurovision Young Musicians · Eurovision Young Dancers · Eurovision Choir
Azerbeidzjan · Denemarken · Duitsland · Finland · Griekenland · Ierland · Litouwen · Nederland · Oekraïne · Oostenrijk · Polen · Portugal · Rusland · Spanje · Verenigd Koninkrijk · Wit-Rusland · Zweden · Zwitserland